# Fernöstliches Meeres-Naturreservat
Das Fernöstliche Staatliche Meeresbiosphären-Naturreservat (russisch Дальневосточный морской биосферный государственный природный заповедник) ist ein russisches Naturschutzgebiet, das in der Region Primorje an der Peter-der-Große-Bucht und zu 98 Prozent im Japanischen Meer liegt. Das Schutzgebiet umfasst eine Gesamtfläche von 643 Quadratkilometern, davon sind 630 km² Wasserfläche. Es ist Heimat für etwa 5000 Tier- und Pflanzenarten und setzt sich aus den Abschnitten Süd, Ost,West im Rajon Chasanski sowie dem Abschnitt Nord zusammen, der sich von der Popow-Insel bis Wladiwostok erstreckt. Im September 2003 wurde dem Schutzgebiet als Teil des UNESCO-Programmes „Der Mensch und die Biosphäre“ der Status eines Biosphärenreservats adjudiziert.

## Geschichte
Bereits 1893 wurden auf einigen Inseln des Gebietes Sondernutzungszonen eingerichtet. Am 28. November 1974 wurden mit Erlass Nr. 991 der Region Primorje zahlreiche Inseln zu Naturdenkmalen erklärt. 1974 initiierte der Direktor des Instituts für Meeresbiologie Schirmunski die Einrichtung eines Meeressapowedniks in der Peter-der-Große-Bucht und auf den eingeschlossenen Inseln. Am 2. Januar 1975 wurde am Institut für Meeresbiologie die Abteilung Meeres-Naturschutzgebiet gegründet und mit der Planung des ersten sowjetischen Meeresnaturschutzgebietes begonnen. Nachdem die Einwände von Fischwirtschaft und Seekriegsflotte gegen das Projekt beseitigt waren, einigten sich die Marine und die Akademie der Wissenschaften am 31. Dezember 1976 auf die Einrichtung eines Sapowedniks. Am 24. März 1978 fundamentierte Verordnung Nr. 228 des Ministerrates der UdSSR die Einrichtung des Fernöstlichen Staatlichen Meeres-Naturreservats. Am 20. Februar 1979 unterschrieben der Präsident der Akademie der Wissenschaften der UdSSR Alexandrow und der Stellvertreter des sowjetischen Verteidigungsministers Flottenadmiral Gorschkow ein Dokument zur Festsetzung der Regeln und Arbeitsziele der Schutzregion.
Am 15. September 2003 erhielt das Naturschutzgebiet den Status eines Biosphärenreservats. 2004 wurde dem Reservat der Status einer eigenständigen juristischen Person auferlegt. Gleichzeitig wurde das Meeresbiologische Institut der Fernöstlichen Abteilung der Akademie der Wissenschaften reorganisiert und das Naturreservat als wissenschaftliche Einrichtung in das Institut eingegliedert.

## Klima
Das Klima des Reservats ist durch beständige Monsunwinde, eine niedrige Jahresdurchschnittstemperatur, ungleichmäßige Niederschlagsverteilung, Nebel und Zyklone geprägt. Der Winter dauert bis zu viereinhalb Monate und es fällt wenig Schnee. In dieser Jahreszeit herrscht meist klares, sonniges Wetter mit für die Breitengrade relativ niedrigen Temperaturen. Es überwiegen nordwestliche und nördliche Winde vom Festland in Richtung Meer, die trockene und kalte Luft herantransportieren. Die durchschnittliche Monatstemperatur im kältesten Monat Januar beträgt −11 °C. Dann sinkt die durchschnittliche Wassertemperatur an der Oberfläche auf −1,8 °C. In einigen Buchten bildet sich ab Anfang Dezember eine dünne Eisdecke. Der Sommer ist warm mit hoher Luftfeuchtigkeit, starkem Regen, häufigen Stürmen und Nebeln. Dann vorherrschende südliche und südöstliche Winde bringen feuchte Meeresluft. Nord- und Nordwestwind sind von Mitte Oktober bis Mai üblich. Die höchste durchschnittliche Lufttemperatur im Monat August beträgt etwa +21 °C. Die Wassertemperatur erreicht durchschnittlich +20 bis +22 °C, in einigen Buchten bis +26 °C. Die Gewässer des Reservats sind im Winter der Arktis und im Sommer den Subtropen ähnlich.

## Geologie
Die Breitenrichtung der Küstenlinie verläuft senkrecht zum Zusammenstoß der Sichote-Alin-Bergsysteme. Infolgedessen bildete sich hier eine typische Ria-Küste mit zahlreichen vor Wellen geschützten und tief ins Festland einschneidenden Buchten. Die Ufer sind überwiegend bergig.
Das Reservat besteht aus mehr als 30 größeren und kleinen Inseln, darunter Bolschoi Pelis, Stenin, Matwejew, De-Livron, Hildebrandt, Durnowo, Furuhjelm, Wery, Maximow, Wchodnyje, Astafjew, den Brandungspfeilern Baklani, dem Kap Ostrowok Falschiwy und festlandseitig mehreren Buchten. Die Inseln prägen Felsen, Sand- sowie Kieselstrände, Schwemmland, Seen, Sümpfe und Bäche. Der Naturraum nimmt etwa 10 Prozent der Fläche der Peter-der-Große-Bucht ein. Seine Wassertiefe erreicht 60 bis 70 Meter. Der Tidenhub beträgt etwa einen halben Meter.

## Flora und Fauna

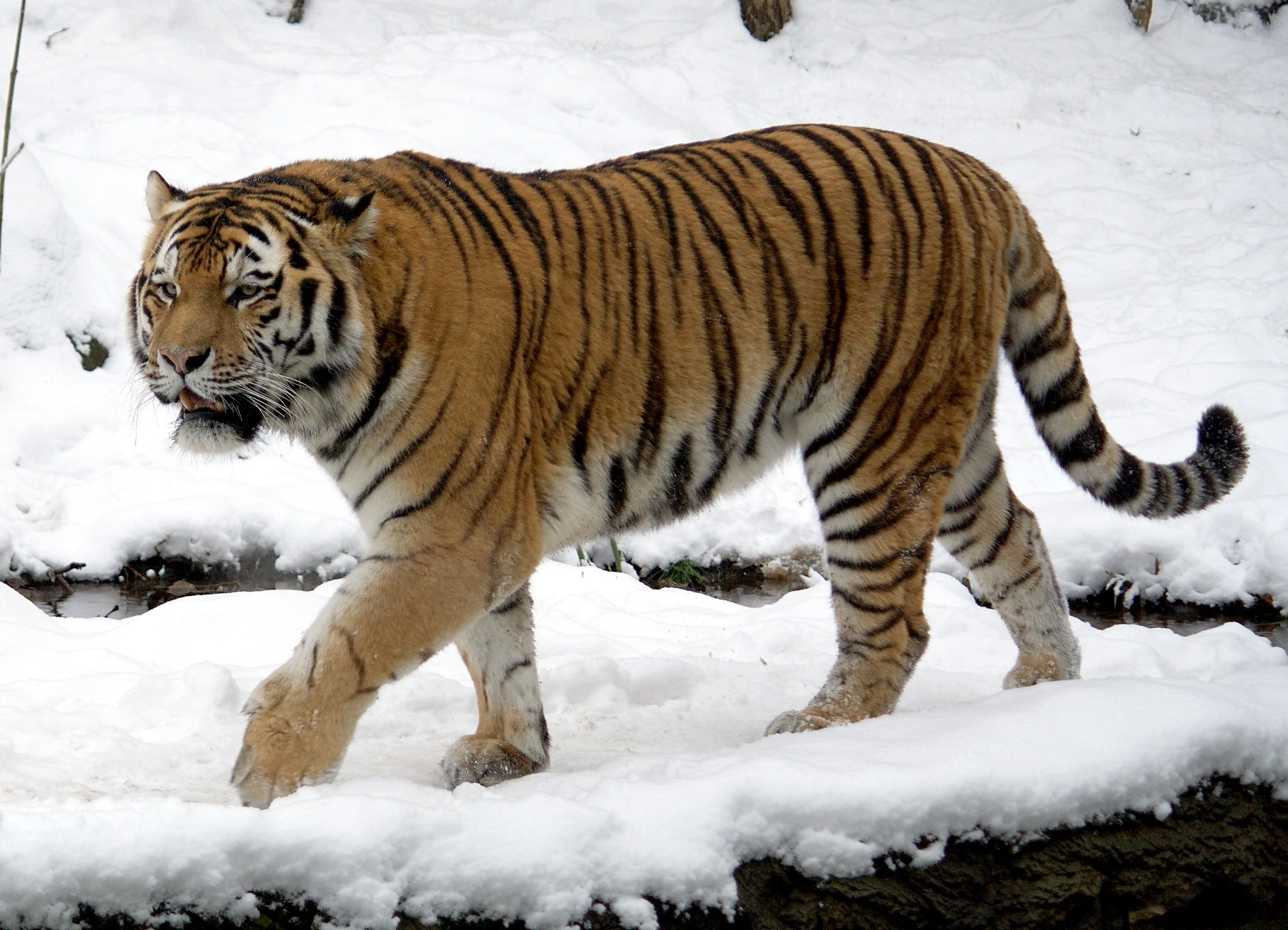
Amur-Tiger

Das Schutzgebiet ist reich an Laubwäldern und zahlreichen Endemiten. Die Flora des Reservats umfasst etwa 860 Gefäßpflanzen und 170 Algenarten (z. B. Kieselalgen, Seetang). 62 Species sind auf der Roten Liste gefährdeter Arten eingetragen (z. B. Lilium cernuum, Eisenbirke, Japanische Kaiser-Eiche). Einige Arten sind russlandweit einzigartig und nur in dem Reservat auffindbar, wie die Dreispitzige Jungfernrebe, Strandflieder- und Gamanderarten oder östlicher Straußenfarn.
Die Tierwelt des Schutzgebietes ist durch Vertreter verschiedener Klimazonen geprägt. 44 Species stehen auf der Roten Liste gefährdeter Arten. Unter den Wirbellosen gibt es etwa 450 Krebstierarten, 200 Molluskenarten und 30 Stachelhäuterarten. Die Wirbeltiere umfassen etwa 200 Fischarten, 35 Säugetierarten, fünf Reptilienarten und 390 Vogelarten. Zu den exotischen Tieren des Meeres-Schutzgebietes zählen Sargassofisch, Mondfisch, Tigerhai, Schweinswal und Largha-Robbe und des Festlandes Kraits, Amur-Tiger, Schneereiher und Mönchsgeier.

## Tourismus
Um die Seegrenzen des Reservats wurde eine drei Seemeilen breite Schutzzone eingerichtet und landseitig ein 500 m breiter Schutzgürtel. In der Schutzzone ist die öffentliche Nutzung der Naturressourcen beschränkt. Mit Erlaubnis der Behörden werden organisierte öko-touristische Gruppenreisen zugelassen. Es werden nur bestimmte Ausflugsrouten mit einem Führer und in Begleitung eines staatlichen Inspektors erlaubt. Offene Lagerfeuer, Fahrzeuge und das Errichten von Bauten sind verboten.
In dem Sapowednik gibt es vier Naturdenkmäler: den Taubenfelsen („Голубиный Утес“), den Hügel Sjudari, die Lagune Ogorodnaja sowie den See Bolschoje Krugloje, die Inseln Werchowski und Karamsin.
Auf der Popow-Insel, etwa 30 Kilometer von Wladiwostok entfernt, zeigt das Museum Natur des Meeres und ihr Schutz wissenschaftliche Sammlungen und Kulturobjekte aus dem Reservatsgebiet und widmet seine Arbeit der Umwelterziehung und der Wissensvermittlung zur maritimen Vielfalt und Schutzbedürftigkeit der Region.